# Plan de paix en cinq points pour le Tibet

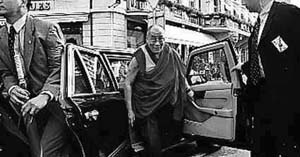
Le 14e dalaï-lama, vers 1988, portrait par Erling Mandelmann

Le plan de paix en cinq points pour le Tibet est un discours prononcé par le 14e dalaï-lama devant la Commission des droits de l’homme du Congrès des États-Unis à Washington le 21 septembre 1987.

## Discours devant la Commission des droits de l’homme du Congrès
Après la déclaration de Deng Xiaoping en 1979 affirmant « qu'à l'exception de l'indépendance, tous les problèmes pourraient trouver une solution par la négociation » et la tournée d'inspection de Hu Yaobang au Tibet, le dalaï-lama se tourne exclusivement vers la Chine dans l'espoir que des négociations s'ouvrent sur la question du Tibet. Après 8 ans de tentatives infructueuses, en 1987, il fait une déclaration à la Commission des droits de l’homme du Congrès des États-Unis pour proposer un Plan de paix en cinq points où il demande « à la Chine de s’engager sérieusement dans des négociations pour résoudre la question du futur statut du Tibet » (c'est-à-dire l'ensemble formé par la région autonome du Tibet et les zones tibétophones à l'extérieur de celle-ci).

### Les cinq points du plan de paix
Le plan contenait les 5 points suivants :
1. « Transformation de l’ensemble du Tibet en une zone de paix » ;
2. « Abandon par la Chine de sa politique de transfert de population qui met en danger l’existence des Tibétains en tant que peuple » ;
3. « Respect des droits fondamentaux et des libertés démocratiques du peuple tibétain » ;
4. « Restauration et protection de l’environnement naturel du Tibet, ainsi que cessation par la Chine de sa politique d’utilisation du Tibet dans la production d’armes nucléaires et pour y ensevelir des déchets nucléaires » ;
5. « Engagement de négociations sérieuses à propos du statut futur du Tibet et des relations entre les peuples tibétain et chinois. »

### Réactions
Selon les auteurs chinois Xu Mingxu et Yuan Feng, si le discours fut applaudi par les membres de la Commission des droits de l’homme du Congrès, il fut toutefois critiqué par le département d'État des États-Unis en raison du programme d'indépendance qu'il dissimulait. Pour le gouvernement américain, le Tibet faisait partie intégrante de la Chine.
Selon Robert Barnett, à la suite de ce discours, des médias officiels chinois invectivèrent le dalaï-lama et les autorités chinoises organisèrent un rassemblement obligatoire le 23 septembre au stade Triyue Trang à Lhassa où 14 000 personnes durent écouter la sentence de mort de deux Tibétains (décrits comme « criminels » par le gouvernement chinois mais comme « détenus politiques » par les exilés tibétains). Les condamnés y furent exhibés et leur sentence fut annoncée en forme d’avertissement politique, ils furent exécutés immédiatement, des actions qui constituent des causes directes des manifestations des moines en 1987.[citation nécessaire]

## Discours devant le Parlement européen
Selon Mary Craig, en raison des troubles qui se développent au Tibet, le dalaï-lama, conscient des dangers inhérents à la violence, accroît ses efforts à la recherche d'une solution négociée. Reprenant les éléments du plan en cinq points pour le Tibet, il prononce un discours le 15 juin 1988 au Parlement européen de Strasbourg.

### La « Proposition de Strasbourg »
Réitérant les propositions du Plan de paix en cinq points, le dalaï-lama se déclare prêt à abandonner sa demande d'indépendance et à céder à la Chine la défense et la politique étrangère du Tibet en échange de quoi le Tibet (englobant les trois anciennes provinces, l'Amdo, le Kham et l'U-Tsang), conserverait le contrôle de ses affaires intérieures, tout en expliquant que la décision définitive appartenait au peuple tibétain,.[citation nécessaire]
Il clarifie la nouvelle position officielle de l'Administration centrale tibétaine (ACT). L'ACT demande qu'en échange de la renonciation à la souveraineté, le Tibet comprenant ses trois anciennes provinces devienne « une entité politique démocratique et autonome fondée sur un droit agréé par le peuple, en association avec la République populaire de Chine ». Son gouvernement autonome devrait être formé pour l’exécutif, d'un dirigeant élu au suffrage universel, d'une assemblée bicamérale et d'un système judiciaire indépendant. Ce gouvernement serait responsable des institutions concernant les Tibétains, y compris dans une certaine mesure la défense, les affaires étrangères resteraient sous la prérogative de la Chine, tandis que le gouvernement tibétain développerait des relations extérieurs par un Bureau des Affaires étrangères. Ce gouvernement serait fondé sur une constitution pourvoyant un gouvernement démocratique assurant l'égalité économique, la justice sociale et la protection de l’environnement.
En 2001, il déclara au Parlement Européen qu'il espérait que cette proposition de négociation servirait de base pour la résolution de la question du Tibet. Il précise :

« Ma proposition, qui a été ensuite connue sous le nom « d'approche de la voie médiane » ou de « proposition de Strasbourg », consiste à envisager pour le Tibet une véritable autonomie dans le cadre de la République populaire de Chine. Il ne doit pas s'agir, cependant, de l'autonomie sur papier qui nous avait été imposée il y a cinquante ans dans l'accord en 17 points, mais d'une autonomie réelle, d'un Tibet qui s'autogouverne véritablement, avec des Tibétains pleinement responsables de leurs propres affaires intérieures, y compris l'éducation de leurs enfants, les questions religieuses, les questions culturelles, la protection de leur environnement délicat et précieux et l'économie locale. Pékin continuerait à assumer la responsabilité de la conduite des affaires étrangères et de la défense. »

### Réactions
Cette proposition fut mal accueillie par la Chine et la communauté tibétaine en exil, mais elle permit probablement au dalaï-lama l'obtention du prix Nobel de la paix qui consacrait son opposition pacifiste durant ses 30 ans d'exil.
Selon Mary Craig, les Tibétains en exil sont très mécontents de cet abandon de ce qu'ils appellent l'indépendance historique du Tibet. Certains, comme les délégués du Congrès de la jeunesse tibétaine, veulent prendre les armes. Le dalaï-lama explique que la violence appellerait la violence en retour et que la cause tibétaine risquerait de voir s'éloigner la sympathie qu'elle suscite dans le monde pour sa lutte non-violente. Finalement, les jeunes Tibétains n'appellent pas à prendre les armes.
Le 22 juin, le gouvernement chinois réagit en déclarant qu'il ne permettra pas une quelconque indépendance du Tibet. Pour lui, le dalaï-lama n'a pas renoncé à son opposition à la souveraineté chinoise ni à ses tentatives pour internationaliser la question. L'anthropologue Melvyn Goldstein ne s'étonne guère du rejet des propositions du dalaï-lama : vu la situation interne de la Chine, il est difficile de voir comment Pékin aurait pu permettre aux Tibétains de jouir des libertés associées aux démocraties occidentales sans en accorder le bénéfice également au reste de la Chine, et surtout comment Pékin aurait pu permettre la création d'un grand Tibet.
En décembre 1989, le dalaï-lama obtient le prix Nobel de la paix pour sa recherche de « solutions pacifiques basées sur la tolérance et le respect mutuel dans le but de préserver l'héritage culturel et historique de son peuple ». En cette fin d'année, les autorités chinoises condamnent onze moines à des peines allant jusqu'à 19 ans de prison pour indépendantisme.[pertinence contestée]

### Abandon temporaire de la « Proposition de Strasbourg »
Selon le journaliste indien Narasimhan Ram, le dalaï-lama renonce, en mars 1991, à son engagement personnel vis-à-vis de la « Proposition de Strasbourg » en mettant en avant le fait que la Direction chinoise a une attitude « fermée et négative » à l'égard du problème tibétain. Plus précisément, le dalaï-lama, pour reprendre ses termes, prend acte de l'absence de réponse du gouvernement chinois à sa proposition et des critiques des médias chinois démontrant une attitude fermée et négative, pour déclarer que sa « Proposition de Strasbourg » est devenue sans effets et que, faute de nouvelles initiatives chinoises, il se considère libre de toute obligation liée à sa Proposition. Le 2 septembre 1991, le gouvernement tibétain en exil décrète que la « Proposition de Strasbourg » est   invalidée.
Selon le juriste Barry Sautman, après cet abandon, le dalaï-lama refuse de dire s'il revient à sa position antérieure en faveur de l'indépendance tandis qu'en 1992, le parlement tibétain en exil avalise l'« indépendance totale » comme but officiel.
Selon Julien Cleyet-Marel, docteur en droit public à l'université Aix Marseille III, la déception de la communauté tibétaine en exil et sa mobilisation amena le dalaï-lama à retirer temporairement la « Proposition de Strasbourg » le 29 mai 1991 devant le Parlement tibétain en exil, mais elle fut réintroduite sous une autre forme peu après. Cette nouvelle proposition, connue sous le nom de « voie médiane », est officiellement entérinée le 18 septembre 1997 par le dalaï-lama.

### Réitération de la position américaine soutenant le dialogue sino-tibétain
Selon Xu Mingxu et Yuan Feng, le 27 juin 1998, le président américain Bill Clinton, en visite à Pékin, réitère la position de son gouvernement, à savoir que le Tibet fait partie de la Chine, qu'il est une région autonome du pays et que la reconnaissance de la souveraineté chinoise est le préalable à tout dialogue avec le dalaï-lama  : « First, I agree that Tibet is a part of China, an autonomous region of China. And I can understand why the acknowledgment of that would be a precondition of dialogue with the Dalai Lama » (« Tout d'abord, je conviens du fait que le Tibet fait partie intégrante de la Chine, que c'est une région autonome de la Chine. Et je conçois que la reconnaissance de cet état de choses soit la condition préalable d'un dialogue avec le Dalai Lama. »). Dans les faits, cette citation est extraite d'un débat entre Jiang Zemin et Clinton qui aborda la question du Tibet et fut retransmis par la télévision chinoise et ravit le dalaï-lama
L'administration américaine a soutenu le dialogue sino-tibétain, une constance de la politique américaine depuis au moins 1991 jusqu'à nos jours.